# Sorbus coronata
Sorbus coronata là loài thực vật có hoa trong họ Hoa hồng. Loài này được (Cardot) T.T. Yu & Tsai miêu tả khoa học đầu tiên năm 1936.